# Morti nel 1089
| Questa pagina contiene informazioni ricavate automaticamente dalle voci biografiche con l'ausilio del template Bio e di un bot. L'aggiornamento è periodico e automatico e ricostruisce completamente la pagina. Se manca una persona in questa lista, sei pregato di non aggiungerla, ma accertati piuttosto che la sua voce biografica contenga il template Bio e che i dati anagrafici siano correttamente compilati. Se il template Bio manca, inseriscilo tu stesso o, in alternativa, metti l'avviso {{tmp\|Bio}} che ne segnala la mancanza. Se i dati riportati sono sbagliati, correggi direttamente la voce biografica; le modifiche saranno visibili in questa lista entro pochi giorni. Per chiarimenti vedi il progetto biografie. La lista contiene solo le 6 persone che sono citate nell'enciclopedia e per le quali è stato implementato correttamente il template Bio. Pagina aggiornata al 19 ott 2024. |

- 8 febbraio - Pietro Igneo, abate, vescovo e cardinale italiano
- 20 aprile - Demetrius Zvonimir, sovrano croato
- 28 maggio - Lanfranco di Canterbury, teologo, filosofo e vescovo cattolico italiano
- 30 settembre - Tebaldo III di Blois, conte
- 24 dicembre - Burcardo di Losanna, vescovo cattolico tedesco
- Mah-i Mulk Khatun, principessa turca